# 莫科魮
莫科魮（学名：Barbus mocoensis）為輻鰭魚綱鯉形目鯉科魮屬的其中一個種。該物種於1936年由Ethelwynn Trewavas描述，原分布於非洲安哥拉Cuvo河流域，體長可達5.2公分。

## 扩展阅读
維基物種上的相關：莫科魮